# Droga wojewódzka 884
Die Droga wojewódzka 884 (DW 884) ist eine 63 Kilometer lange Droga wojewódzka (Woiwodschaftsstraße) in der polnischen Woiwodschaft Karpatenvorland, die Przemyśl mit Domaradz verbindet. Die Strecke liegt in der Kreisfreien Stadt Przemyśl, im Powiat Przemyski, im Powiat Rzeszowski und im Powiat Brzozowski.

## Streckenverlauf
Woiwodschaft Karpatenvorland, Kreisfreie Stadt Przemyśl
-  Przemyśl (Premissel) (DK 28, DK 77, DW 885)

Woiwodschaft Karpatenvorland, Powiat Przemyski
- Kuńkowce
- Łętownia
- Wapowce
- Reczpol
- Krzywcza
- Ruszelczyce
- Babice
- Nienadowa Dolna
- Dubiecko
- Bachórzec

Woiwodschaft Karpatenvorland, Powiat Rzeszowski
- Bachórz
-  Dynów (Dünow/Denoph) (DW 835)

Woiwodschaft Karpatenvorland, Powiat Brzozowski
- Ujazdy
- Wesoła
- Barycz
-  Domaradz (DK 19, DW 886)